# Hisense
Hisense Co., Ltd. (tiếng Trung: 海信集团; bính âm: Hǎixìn Jítuán) là một nhà sản xuất thiết bị điện tử và đa quốc gia lớn của Trung Quốc có trụ sở tại Thanh Đảo, tỉnh Sơn Đông, Trung Quốc. Nó là một doanh nghiệp nhà nước với các công ty con đại chúng.
Hisense có hai công ty đại chúng, Hisense Electric Co Ltd, được niêm yết trên Sở giao dịch chứng khoán Thượng Hải  (SSE: 600060) và Hisense Kelon Electrical Holdings Co Ltd, được niêm yết trên Sở giao dịch chứng khoán Thâm Quyến  (SZSE: 000921) và Hong Kong(SEHK: 921) thị trường chứng khoán và một số công ty con khác.
Hisense có 13 cơ sở sản xuất tại Trung Quốc (nằm ở các tỉnh / thành phố: Quảng Đông, Quý Châu, Hồ Châu, Giang Tô, Liêu Ninh, Lâm Nghi, Sơn Đông, Tứ Xuyên, Dương Châu, Dinh Khẩu, Tân Cương, Truy Bác và Bắc Kinh) và một số bên ngoài Trung Quốc, cụ thể là ở Hungary, Nam Phi, Ai Cập, Algérie, Pháp và México.
Hisense bán lẻ sản phẩm dưới một số thương hiệu. Một số sản phẩm bao gồm Combine, Kelon và Ronshen, của Hisense cũng là một OEM, do đó một số sản phẩm mà nó làm ra được bán cho các nhà sản xuất khác và mang một thương hiệu không liên quan đến Hisense. Các sản phẩm chính của Hisense là ti vi; mẫu TV đầu tiên của họ là CJD18  được sản xuất vào năm 1978. Vào năm 2013, công ty Hisense đã tạo ra một loại truyền hình trong suốt. Vào năm 2015, công ty có quyền bán tivi ở châu Mỹ bằng tên thương hiệu của hãng Sharp. Nhật Bản.

## Lịch sử
Được thành lập từ năm 1969, Hisense bắt đầu hành trình phát triển của mình với phát minh đầu tiên là một chiếc TV 14-Inch được công khai trên thị trường. Và từ đó đến giờ,  Hisense đã trở thành một thương hiệu điện máy phát triển rộng rãi trên toàn cầu với hệ thống các thương hiệu trực thuộc như: Toshiba Regza (Nhật Bản), Asko (Thụy Điển), Gorenje (Slovenia).
Hisense là một công ty Trung Quốc được phát triển từ Nhà máy Radio số 2 Thanh Đảo, được thành lập vào tháng 9 hoặc tháng 12  Đây là năm mà sự tồn tại của nó lần đầu tiên được chính thức công nhận. Sản phẩm đầu tiên của nhà máy nhỏ này là một đài phát thanh được bán dưới tên Red Lantern, nhưng sau đó công ty đã có được bí quyết sản xuất TV thông qua việc sản xuất thử nghiệm các tivi đen trắng theo yêu cầu của Phòng Quốc phòng Sơn Đông. Điều này liên quan đến việc đào tạo kỹ thuật của ba nhân viên tại một nhà máy Trung Quốc khác, Thiên Tân 712, và dẫn đến việc sản xuất 82 TV vào năm 1971 [10] và phát triển TV bán dẫn vào năm 1975.
Sản xuất ti vi ở Trung Quốc bị giới hạn cho đến năm 1979 khi một cuộc họp Bắc Kinh của Bộ Điện tử kêu gọi phát triển mạnh hơn ngành công nghiệp điện tử dân dụng. Nhà máy Radio số 2 của Thanh Đảo sau đó đã nhanh chóng sáp nhập với các nhà sản xuất điện tử địa phương khác và bắt đầu sản xuất tivi dưới tên Nhà máy Ti vi Tổng hợp Thanh Đảo  ở tỉnh Sơn Đông.
TV màu được sản xuất thông qua việc mua dây chuyền sản xuất từ Matsushita,  là công ty đầu tiên trong số nhiều chuyển giao công nghệ từ các công ty nước ngoài mà Hisense đã thực hiện để duy trì tính cạnh tranh. Các công ty nó đã mua từ bao gồm Hitachi, Lucent, Matsushita, NEC, Sanyo, Toshiba, và Qualcomm.
Cuộc khủng hoảng vào năm 1992 của  Nhóm Công Cụ Điện Tử Thanh Đảo đã tạo cơ hội cho Công ty Hisense phát triển. Cổ phần Thiết bị Điện Hisense (nay là Công ty TNHH Điện Hisense) được niêm yết công khai trên sàn chứng khoán Thượng Hải vào tháng 4 năm 1997. Cuộc cạnh tranh tăng giá và giá cả trong thị trường điện tử Trung Quốc trong năm 1990 là một lợi ích rất lớn đối với Hisense. .
Mong muốn mở rộng ra ngoài các thiết bị điện tử tiêu dùng, Hisense Group hướng đến mục tiêu trở thành một công ty hàng đầu trong lĩnh vực thiết bị gia dụng, máy tính và truyền thông. Chiến lược này đã thúc đẩy sự vượt trội của vốn về R & D và tạo ra các khu công nghiệp, vv
Vào tháng 7 năm 2015, Hisense đã mua một cơ sở México từ Sharp với giá 23,7 triệu USD cùng với quyền sử dụng thương hiệu Sharp trên các TV bán ở Bắc và Nam Mỹ.
Vào tháng 11 năm 2017, Hisense tuyên bố sẽ giành được 95% cổ phần chi phối trong Toshiba Visual Solutions với giá 113 triệu USD. 
1. ↑  Bell, Sandra D. (2008), International brand management of Chinese companies: case studies on the Chinese household appliances and consumer electronics industry entering US and Western European markets (Google eBook), Springer, tr. 211–232/369
2. ↑  Bell, 215
3. 1 2 3 4 5 6  Bell, 213
4. ↑  Bell, 223
5. Bell, 231
6. Bell, 281